# Ханжаров, Николай Мигдатович
Николай Мигда́тович Ханжа́ров (12 апреля 1956, Омск) — советский и российский актёр театра и кино. Заслуженный артист России (2000).

## Биография
Родился в семье М. Н. Ханжарова — многолетнего директора Омского академического театра драмы.
Окончил Свердловское театральное училище (1979) и Высшие курсы по сценическому движению.
В 1980-х годах служил в Омском академическом театре драмы.
С 1989 года — актёр Ростовского молодёжного театра.
Также играет в спектаклях Новошахтинского драматического театра.
Помимо работы актёром преподаёт в ростовском филиале ВГИКа.

## Работы в театре
Ростовский молодёжный театр
Калигари — «Кабинет доктора Калигари», Т.Матайс, Р.Губер, В.Стрётер;
Кречинский — «Свадьба Кречинского», А.Колкер, А.Сухово-Кобылин;
Антонио — «Венецианский купец», В.Шекспир;
Блад — «Океан капитана Блада», Д.Негримовский, М.Коломенский;
Чёрный — «Собаки», К.Сергеенко, Л. и А.Чутко;
Скопен — «Плутни Скопена», Ж.-Б.Мольер;
Подколёсин — «Женитьба», Н.Гоголь;
Клавдий — «Гамлет», В.Шекспир;
Дорн — «Чайка», А.Чехов;
Нивин — «Счастливый день», А.Островский и Н.Соловьёв;
Купец Поцелуев — «Горя бояться — счастья не видать», С.Маршак;
Бен Ган — «Остров сокровищ», Р.Стивенсон;
Леший — «Снегурушка», М.Бартенев;
Амос Панфилыч Барабошев — «Правда — хорошо, а счастье — лучше», А.Островский;
Иван Кузьмич Чернохвостов — «Брачное агентство», Л.Разумовская;
Ди-джей Ник — музыкальное ревю «Капля абсента»;
Хозяин — «Очень простая история», М.Ладо.
Ростовский государственный музыкальный театр
Дымов — «Попрыгунья», А. П. Чехов.
Новошахтинский драмтеатр
«День Ангела», М.Лермонтов;
Тевье-молочник — «Поминальная молитва», Г.Горин;
Сергей Духанин («Сапожки»), Андрей Ерин («Микроскоп»), Саня Неверов («Залётный»), Дядя Егор («Беспалый») — «Рассказы», В.Шукшин.
Режиссёрские работы
«Ящерица», А.Володин (Ростовский молодёжный театр);
«Город мастеров», Т.Габбе (Ростовский молодёжный театр);
«Капля абсента» (Ростовский молодёжный театр);
«День ангела» по мотивам поэмы М. Ю. Лермонтова «Демон» (Ростовский культурный фонд, Новошахтинский драматический театр).

## Фильмография
- 2022 — Борщи ― Тамаз Лежава
- 2022 — Право на свободу ― одноногий
- 2021 — Криминальный доктор ― «Спартанец» (Анатолий Борисович Ярцев), киллер
- 2020 — Капкан для монстра ― «Хрящ»
- 2020 — Спасская ― Поль
- 2019 — Смотритель маяка ― Фома Петрович Адамчик, фотограф
- 2019 — По законам военного времени-3 ― Моисей Львович, портной
- 2014 — Мужские каникулы ― «Якут», вор в законе
- 2013 — Переводчик ― неказистый мужик